# I Really Like You
I Really Like You – piosenka kanadyjskiej piosenkarki Carly Rae Jepsen wydana w 2015 jako singel promujący jej album Emotion.
Utwór został napisany przez Carly Rae Jepsen, Jacoba Kashera Hindlina i Petera Svenssona z zespołu The Cardigans. Svensson zajął się także produkcją nagrania razem z Jeffem Halatraxem. Jepsen powiedziała, że tekst piosenki opowiada „o tym momencie w związku, kiedy jest za wcześnie by powiedzieć ‘kocham cię’, ale już dawno jesteś za etapem kiedy mówisz ‘podobasz mi się’, więc musisz powiedzieć 'bardzo, bardzo mi się podobasz'”. Utwór został wydany jako pierwszy singel z płyty Emotion w marcu 2015. Wtedy też premierę miał teledysk do piosenki, który wyreżyserował Peter Glantz. Główną rolę w klipie zagrał Tom Hanks, a pod koniec gościnnie pojawia się w nim też Justin Bieber. Część ujęć sfilmowano 16 lutego 2015 na ulicach Manhattanu w Nowym Jorku. „I Really Like You” otrzymało na ogół pozytywne recenzje, choć niektórzy skrytykowali słowa piosenki, gdzie w refrenie artystka powtarza słowo „really” sześć razy. Singel cieszył się popularnością na listach przebojów, docierając m.in. do top 10 w Japonii, Wielkiej Brytanii, Irlandii, Danii i Finlandii, i pozostaje jednym z największych przebojów Carly Rae Jepsen.

## Lista ścieżek
- Digital download[7]

1. „I Really Like You” – 3:24

- Digital download (EP)[8]

1. „I Really Like You” (Blasterjaxx Remix) – 3:35
2. „I Really Like You” (The Scene Kings Remix) – 3:17
3. „I Really Like You” (The Scene Kings Extended Remix) – 4:35
4. „I Really Like You” (Wayne G. Club Mix) – 7:37
5. „I Really Like You” (Liam Keegan Remix Radio Edit) – 3:08
6. „I Really Like You” (Liam Keegan Extended Remix) – 4:39

## Pozycje na listach przebojów
| Kraj                                | Pozycja | Certyfikat          |
| ----------------------------------- | ------- | ------------------- |
| Australia (ARIA Charts)             | 37      | platynowa płyta     |
| Austria (Ö3 Austria Top 40)         | 11      |                     |
| Dania (Track Top-40)                | 7       |                     |
| Finlandia (Musiikkituottajat)       | 10      |                     |
| Francja (SNEP)                      | 39      |                     |
| Hiszpania (Promusicae)              | 27      | złota płyta         |
| Holandia (MegaCharts)               | 16      |                     |
| Irlandia (IRMA)                     | 3       |                     |
| Japonia (Japan Hot 100)             | 4       | 2 × platynowa płyta |
| Kanada (Billboard Canadian Hot 100) | 14      | złota płyta         |
| Niemcy (GfK Entertainment)          | 15      | złota płyta         |
| Norwegia (VG-lista)                 | 22      |                     |
| Nowa Zelandia (Recorded Music NZ)   | 25      |                     |
| Polska (AirPlay – Top)              | 10      | platynowa płyta     |
| Stany Zjednoczone (Hot 100)         | 39      | platynowa płyta     |
| Szwajcaria (Singles Top 100)        | 15      |                     |
| Szwecja (Sverigetopplistan)         | 25      |                     |
| Wielka Brytania (UK Singles Chart)  | 3       | platynowa płyta     |
| Włochy (FIMI)                       | 42      | platynowa płyta     |